# Női kajak négyes 500 méter a 2016. évi nyári olimpiai játékokon
A 2016. évi nyári olimpiai játékokon a kajak-kenu női kajak négyes 500 méteres versenyszámát augusztus 19. és 20. között rendezik a copacabanai Lagoa Rodrigo de Freitasban. A magyar induló Szabó Gabriella, Kozák Danuta, Csipes Tamara és Fazekas-Zur Krisztina négyese.

## Versenynaptár
Az időpontok helyi idő szerint, zárójelben magyar idő szerint olvashatóak.
| Dátum                        | Időpont       | Forduló  |
| ---------------------------- | ------------- | -------- |
| 2016. augusztus 19., péntek  | 9:37 (14:37)  | Előfutam |
| 2016. augusztus 19., péntek  | 10:37 (15:37) | Elődöntő |
| 2016. augusztus 20., szombat | 9:47 (14:47)  | Döntő    |

## Eredmények

### Előfutamok
Az első helyezettek a döntőbe kerültek, a többiek az elődöntőben folytatták.
| Helyezés | Nemzet | Idő      | Mj       |
| 1. futam | 1. futam | 1. futam | 1. futam |
| -------- | --- | -------- | -------- |
| 1.       | Fehéroroszország (BLR) · Marharita Mahneva · Nadzeja Ljapeska · Volha Hudzenka · Marina Litvincsuk          | 1:30,320 | Q        |
| 2.       | Lengyelország (POL) · Marta Walczykiewicz · Edyta Dzieniszewska · Karolina Naja · Beata Mikołajczyk         | 1:33,020 |          |
| 3.       | Új-Zéland (NZL) · Jaimee Lovett · Kayla Imrie · Aimee Fisher · Caitlin Ryan                                 | 1:33,782 |          |
| 4.       | Kazahsztán (KAZ) · Inna Klinova · Irina Podojnikova · Natalja Szergejevna · Zoja Anancsenko                 | 1:36,127 |          |
| 5.       | Nagy-Britannia (GBR) · Jessica Walker · Rachel Cawthorn · Rebeka Simon · Louisa Gurski                      | 1:36,853 |          |
| 6.       | Franciaország (FRA) · Manon Hostens · Amandine Lhote · Léa Jamelot · Sarah Troël                            | 1:37,038 |          |
| 7.       | Argentína (ARG) · Magdalena Garro · Brenda Rojas · Sabrina Ameghino · Keresztesi Alexandra                  | 1:37,645 |          |
| 2. futam | |          |          |
| 1.       | Magyarország (HUN) · Szabó Gabriella · Kozák Danuta · Csipes Tamara · Fazekas-Zur Krisztina                 | 1:29,497 | Q        |
| 2.       | Ukrajna (UKR) · Marija Povh · Szvitlana Ahadova · Anasztaszija Todorova · Inna Hriscsun                     | 1:31,727 |          |
| 3.       | Németország (GER) · Sabrina Hering · Franziska Weber · Steffi Kriegerstein · Tina Dietze                    | 1:33,185 |          |
| 4.       | Kanada (CAN) · Andréanne Langlois · Émilie Fournel · Genevieve Orton · Kathleen Fraser                      | 1:34,269 |          |
| 5.       | Dánia (DEN) · Emma Jørgensen · Amalie Ringtved Thomsen · Ida Villumsen · Henriette Engel Hansen             | 1:36,675 |          |
| 6.       | Kína (CHN) · Li Jüe (Li Yue) · Zsen Ven-csün (Ren Wenjun) · Ma Csing (Ma Qing) · Liu Haj-ping (Liu Haiping) | 1:38,730 |          |
| 7.       | Szerbia (SRB) · Nikolina Moldovan · Milica Starović · Benedek Dalma · Olivera Moldovan                      | 1:39,316 |          |

### Elődöntők
| Helyezés | Nemzet | Idő      | Mj       |
| 1. futam | 1. futam | 1. futam | 1. futam |
| -------- | --- | -------- | -------- |
| 1.       | Új-Zéland (NZL) · Jaimee Lovett · Kayla Imrie · Aimee Fisher · Caitlin Ryan                                 | 1:34,778 | Q        |
|          | Ukrajna (UKR) · Marija Povh · Szvitlana Ahadova · Anasztaszija Todorova · Inna Hriscsun                     | 1:35,512 | Q        |
| 3.       | Dánia (DEN) · Emma Jørgensen · Amalie Ringtved Thomsen · Ida Villumsen · Henriette Engel Hansen             | 1:36,302 | Q        |
| 4.       | Kína (CHN) · Li Jüe (Li Yue) · Zsen Ven-csün (Ren Wenjun) · Ma Csing (Ma Qing) · Liu Haj-ping (Liu Haiping) | 1:37,055 |          |
| 5.       | Kazahsztán (KAZ) · Inna Klinova · Irina Podojnikova · Natalja Szergejevna · Zoja Anancsenko                 | 1:37,423 |          |
| 6.       | Argentína (ARG) · Magdalena Garro · Brenda Rojas · Sabrina Ameghino · Keresztesi Alexandra                  | 1:38,579 |          |
| 2. futam | |          |          |
| 1.       | Németország (GER) · Sabrina Hering · Franziska Weber · Steffi Kriegerstein · Tina Dietze                    | 1:34,710 | Q        |
|          | Kanada (CAN) · Andréanne Langlois · Émilie Fournel · Genevieve Orton · Kathleen Fraser                      | 1:36,254 | Q        |
| 3.       | Nagy-Britannia (GBR) · Jessica Walker · Rachel Cawthorn · Rebeka Simon · Louisa Gurski                      | 1:36.254 | Q        |
| 4.       | Lengyelország (POL) · Marta Walczykiewicz · Edyta Dzieniszewska · Karolina Naja · Beata Mikołajczyk         | 1:36,532 |          |
| 5.       | Szerbia (SRB) · Nikolina Moldovan · Milica Starović · Benedek Dalma · Olivera Moldovan                      | 1:38,398 |          |
| 6.       | Franciaország (FRA) · Manon Hostens · Amandine Lhote · Léa Jamelot · Sarah Troël                            | 1:39,069 |          |

### Döntők

#### B-döntő
| Helyezés | Ország | Idő      |
| -------- | --- | -------- |
| 1.       | Lengyelország (POL) · Marta Walczykiewicz · Edyta Dzieniszewska · Karolina Naja · Beata Mikołajczyk         | 1:37,658 |
| 2.       | Kazahsztán (KAZ) · Inna Klinova · Irina Podojnikova · Natalja Szergejevna · Zoja Anancsenko                 | 1:39,419 |
| 3.       | Kína (CHN) · Li Jüe (Li Yue) · Zsen Ven-csün (Ren Wenjun) · Ma Csing (Ma Qing) · Liu Haj-ping (Liu Haiping) | 1:40,071 |
| 4.       | Franciaország (FRA) · Manon Hostens · Amandine Lhote · Léa Jamelot · Sarah Troël                            | 1:41,069 |
| 5.       | Argentína (ARG) · Magdalena Garro · Brenda Rojas · Sabrina Ameghino · Keresztesi Alexandra                  | 1:41,394 |
| 6.       | Szerbia (SRB) · Nikolina Moldovan · Milica Starović · Benedek Dalma · Olivera Moldovan                      | 1:42,818 |

#### A-döntő
| Helyezés | Ország                                                                                             | Idő      |
| -------- | -------------------------------------------------------------------------------------------------- | -------- |
| Arany    | Magyarország (HUN) · Szabó Gabriella · Kozák Danuta · Csipes Tamara · Fazekas-Zur Krisztina        | 1:31,482 |
| Ezüst    | Németország (GER) · Sabrina Hering · Franziska Weber · Steffi Kriegerstein · Tina Dietze           | 1:32,383 |
| Bronz    | Fehéroroszország (BLR) · Marharita Mahneva · Nadzeja Ljapeska · Volha Hudzenka · Marina Litvincsuk | 1:33,908 |
| 4.       | Ukrajna (UKR) · Marija Povh · Szvitlana Ahadova · Anasztaszija Todorova · Inna Hriscsun            | 1:34,214 |
| 5.       | Új-Zéland (NZL) · Jaimee Lovett · Kayla Imrie · Aimee Fisher · Caitlin Ryan                        | 1:35,198 |
| 6.       | Dánia (DEN) · Emma Jørgensen · Amalie Ringtved Thomsen · Ida Villumsen · Henriette Engel Hansen    | 1:36,057 |
| 7.       | Nagy-Britannia (GBR) · Jessica Walker · Rachel Cawthorn · Rebeka Simon · Louisa Gurski             | 1:37,043 |
| 8.       | Kanada (CAN) · Andréanne Langlois · Émilie Fournel · Genevieve Orton · Kathleen Fraser             | 1:37,733 |